# Elliott 6m
L'Elliott 6m est une classe de quillard de sport, promue série olympique de match racing féminin pour les Jeux olympiques de 2012.

## Historique
L'Elliot 6m, ou Elliott 6, a été conçu par Greg Elliott en 2000 pour remplacer l'Elliott 5.9 comme bateau d'entraînement des jeunes équipages du Royal New Zealand Yacht Squadron.
Les améliorations apportées sont principalement un cockpit important et dégagé, sans cabine, particulièrement adapté aux régates de type match racing, et une quille fixe.
En novembre 2008 l'ISAF décide de créer une épreuve de match racing féminin aux Jeux de 2012. L'ISAF choisit comme bateau l'Elliott 6m — à modifier — qui était en concurrence avec le Laser SB3, l'Ultimate 20 et le Yngling.
L'Elliott 6m doit être modifié pour réduire sa puissance, donc sa voilure, les épreuves olympiques devant être courues à 3 équipières.
Il doit aussi être transportable, par quatre, dans un conteneur de 40 pieds, ce qui impose une quille rétractable ou démontable.
L'unique chantier naval agréé par une licence de fabrication de l'Elliott 6m modifié pour les Jeux de 2012 est l'entreprise McConaghy Boats qui possède un site de production en Australie et un autre en Chine.

## Caractéristiques de l'Elliott 6m

Elliott 6m version 2000 d'origine
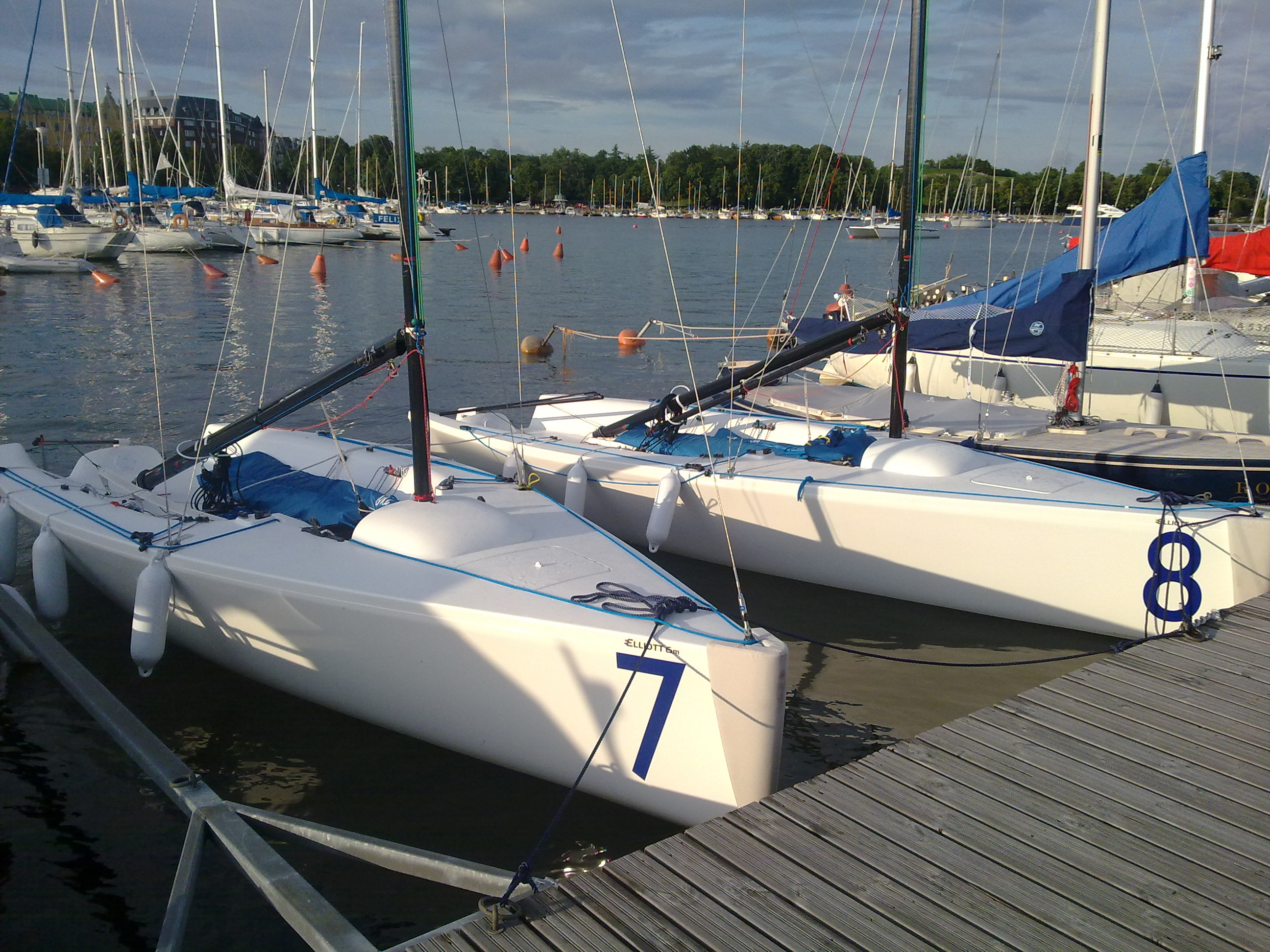
Elliott 6m version 2008. Le tableau arrière ajouré y est bien visible. Restent deux bossages correspondant aux anciennes implantations des winchs d'écoutes de foc.
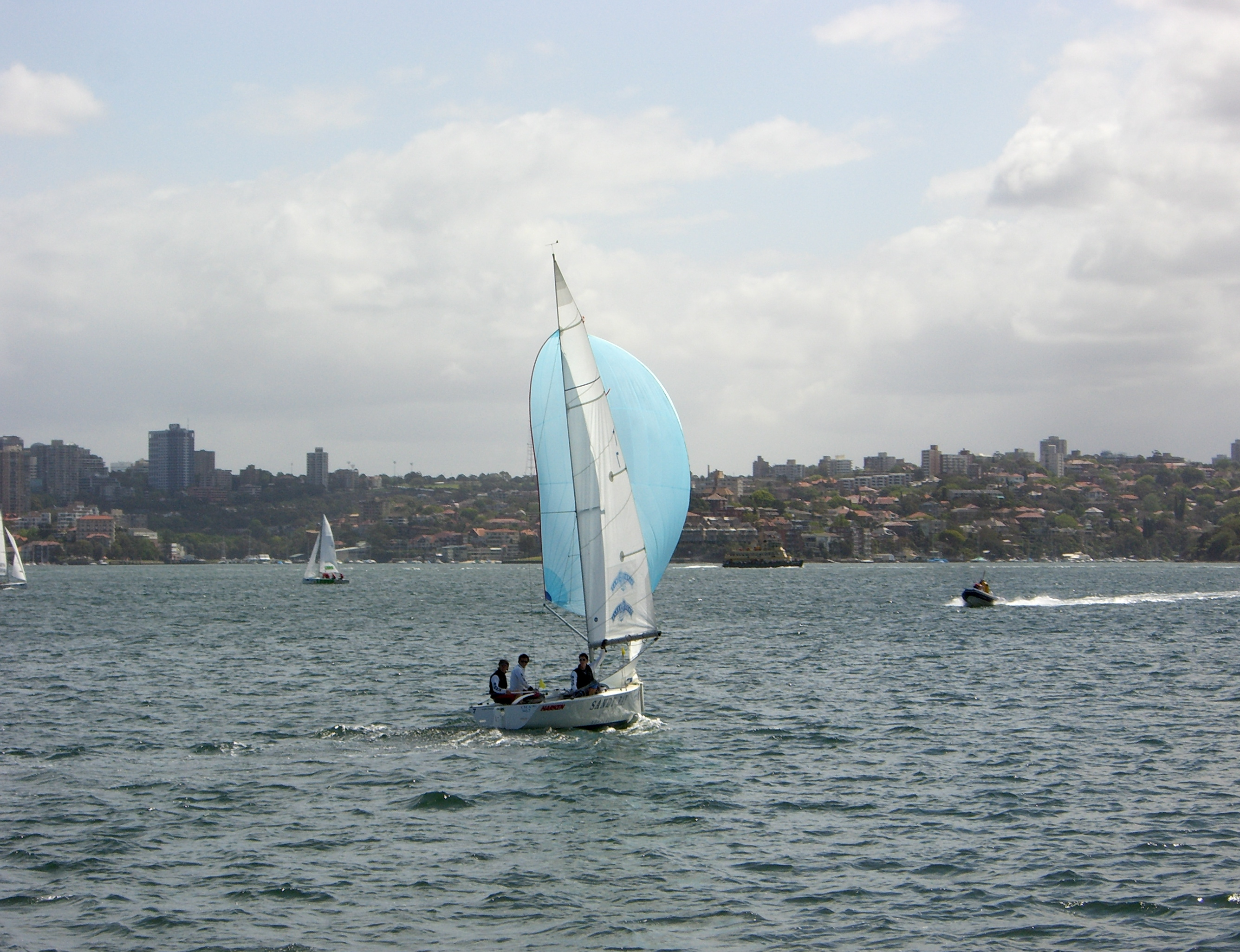
Elliott 6m version 2000, sans sigle dans la grand-voile. Le palan d'écoute de grand-voile est frappé entre l'extrémité arrière de la bôme et un rail d'écoute disposé sur le dessus du tableau arrière. L'écoute longe ensuite le dessous de la bôme vers le pied de mât. Le tableau arrière n'est pas ajouré comme dans la version 2008.

Ce bateau de 6 mètres de longueur de coque possède un cockpit très ouvert, peu encombré.
Même l'écoute de grand-voile partant d'un chariot coulissant sur une barre d'écoute située sur le tableau arrière, longe la bôme et revient du pied de mât vers le centre du cockpit dans un tunnel, afin de ne pas faire obstacle lors des manœuvres rapides et fréquentes en match racing.
Les formes de coque sont tulipées, étroites à la flottaison. Le tableau arrière est droit, et l'étrave verticale.

## Caractéristiques de l'Elliott 6m modifié 2008

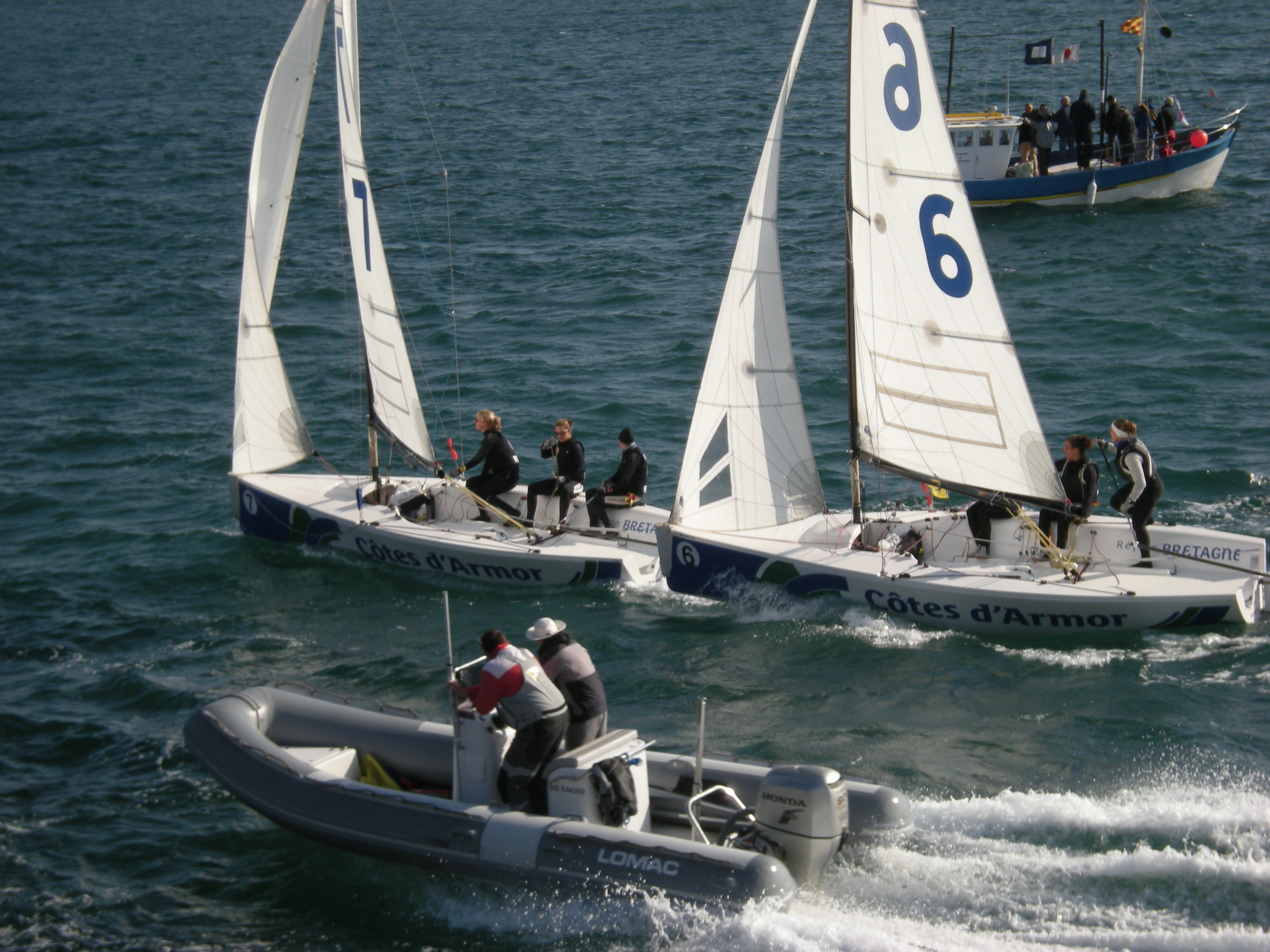
Anne-Claire Le Berre (FRA) et Silvia Roca Mata (ESP) dans les 4 minutes avant un départ de Match racing à Saint-Quay-Portrieux en octobre 2011

Suivant les décisions de l'ISAF de 2008 pour un bateau modifié, les premiers bateaux sont livrés en 2009. Les premières compétitions qui les utilisent sont les régates de la Semaine de Kiel de juin 2009.
Le nouvel Elliot 6m est équipé d'une nouvelle voilure réduite, d'une quille amovible dont le saumon est modifié, d'un rail de grand-voile placé au centre du cockpit. Les winchs latéraux sont remplacés par des rails d'écoutes de foc (voir les dessins des versions 2000 et 2008).